# O fantasma de Botujuru
O fantasma de Botujuru é uma lenda sobre o fantasma de um engenheiro assassinado,  Henry J. Beeck, que supostamente assombraria parte da Linha 7–Rubi do Trem Metropolitano de São Paulo, mais especificamente o túnel entre as estações de Francisco Morato e Botujuru. A lenda é baseada em diversos em fatos reais, contando, por exemplo, com uma  placa in memoriam colocada em uma das entradas do túnel.

## A lenda
A lenda diz quando a ferrovia estava sendo construída, a construção do túnel de Botujuru era chefiada pelo então Engenheiro Chefe Henry J. Beeck, que era inglês e empregado da São Paulo Railway. Canta-se que o sistema de trabalho imposto por Beeck era particularmente enérgico, sendo pequenas faltas dos empregados punidas com medidas disciplinares,  humilhações e ofensas pessoais. A maneira de Beeck lidar com os trabalhadores levou o engenheiro a ser odiado por todos que trabalhavam em sua equipe. A raiva dos funcionários levou ao sentimento de vingança e num complô para eliminar o chefe que tanto os atormentava. Finalmente, no dia 23 de abril de 1898 os trabalhadores teriam  realizado uma emboscada e, próximo ao túnel, o engenheiro teria sido surpreendido e assassinado a sangue frio. Depois do assassinato, os trabalhadores teriam  enterrando o seu corpo na mata. 
Existem várias versões sobre o paradeiro do corpo do Engenheiro,  uma delas diz que o corpo nunca foi encontrado. Outra hipótese é de que o corpo foi encontrado e posteriormente sepultado ao lado do leito da linha férrea, onde hoje existe uma uma lápide com o nome do Engenheiro e na entrada do túnel um local para serem colocadas velas para a alma atormentada do engenheiro. A lenda conta ainda que devido ao crime bárbaro, desde de datas antigas, fatos sombrios que ocorrem na região do Túnel de Botujuru. Conta-se que ainda hoje em altas horas da noite pessoas relatam ouvir os ruídos das batidas de uma pá contra a terra, gemidos e o barulho de um corpo caindo em uma cova. Outros relatos dizem que no trecho compreendido pelo túnel de Botujuru, em noites com muita neblina, pode ser visto o vulto de Beeck que flutua sobre o leito da ferrovia, como se estivesse procurando por algo ou inspecionando a ferrovia. O mesmo vulto já foi visto parado na entrada no túnel, como se vigiasse a entrada e as pessoas que adentram o local. 

## Fatos reais por trás da lenda
Assim como várias lendas, a lenda do Engenheiro assassinado  é baseado em fatos reais.  Na entrada do túnel, ao lado da linha férrea, existe uma lápide onde pode-se ler os dizeres em Inglês “In Memorian - Henry J. Beeg - Assassinated April 23, 1898”. 
Embora a datada de 1898 seja bem posterior à construção da ferrovia (foi finalizada em 1867) e não corrobore a versão do engenheiro supervisionando a construção, de fato no final do século XIX o Túnel de Botujuru, então conhecido como Túnel Belém, passou por uma duplicação, sendo construído um segundo túnel paralelo ao original.  E, assim como na lenda, havia um o engenheiro inglês responsável pela obra chamado Henry J. Beeg e não "Henry Beeck". Outro fato que coincide com a lenda é o assassinato deste engenheiro por um funcionário, possivelmente motivado por atritos trabalhistas. Beeg foi morto em seu escritório, próximo ao túnel, com um tiro no tórax e outro na cabeça na noite de 23 de abril de 1898. O inquérito do crime apontou o italiano Antonio Madaloni, que trabalhava como carpinteiro pro empreitada, como possível autor. Segundo uma notícia veiculada no jornal Estado de São Paulo, a investigação constatou que antes do assassinato Beeg havia demitido Madaloni e cancelado o contrato de empreitada sem qualquer ressarcimento e uma espingarda encontrada próxima a cena do crime foi apontada por pessoas interrogadas como sendo  pertencente ao empregado demitido.
Ao contrário do que diz a lenda o corpo do engenheiro foi encontrado e levado a São Paulo.
Outro fato que corrobora a lenda é a ocorrência de vário acidentes fatais durante a construção do túnel, situação que indica condições de trabalho precárias.